# Marmarské moře
Marmarské moře (turecky Marmara Denizi) je součástí strategicky významné vodní cesty spojující Černé moře přes Bospor a Středozemní moře přes Dardanely. Moře má rozlohu 11 140 km² s největší hloubkou přibližně 1370 m. Pobřeží moře je lemováno rybářskými vesnicemi, zříceninami tvrzí a hradů, muslimskými mešitami.
Moře je již od minulosti strategicky významnou oblastí, o kterou se utkalo mnoho civilizací. Oblast je známa již od antiky, kde se o ní zmiňují některé báje. Po dlouhou dobu spadalo moře do sféry vlivu antického Řecka a později Říma. Ve středověku byla oblast ovládána Byzantinci a později Osmanskými Turky, kteří ovládali strategický vjezd do úžiny Bospor z Cařihradu, později Istanbulu.
Správný překlad do češtiny je Mramorové moře, současný český název velmi pravděpodobně vznikl špatným překladem v době národního obrození.

## Fotogalerie

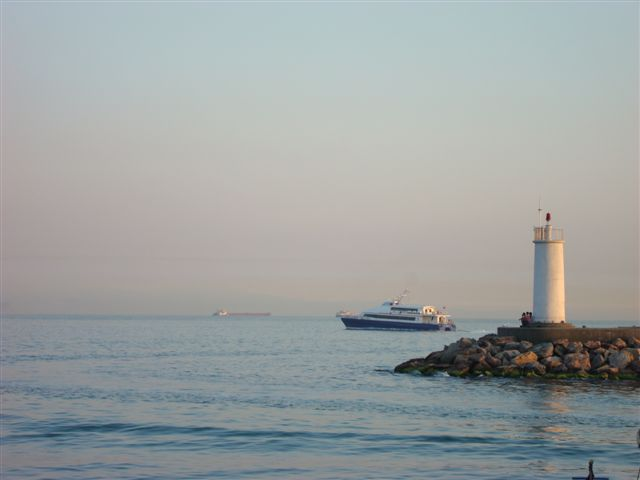
Pohled na Marmarské moře ze břehu Istanbulu (Kumkapi)
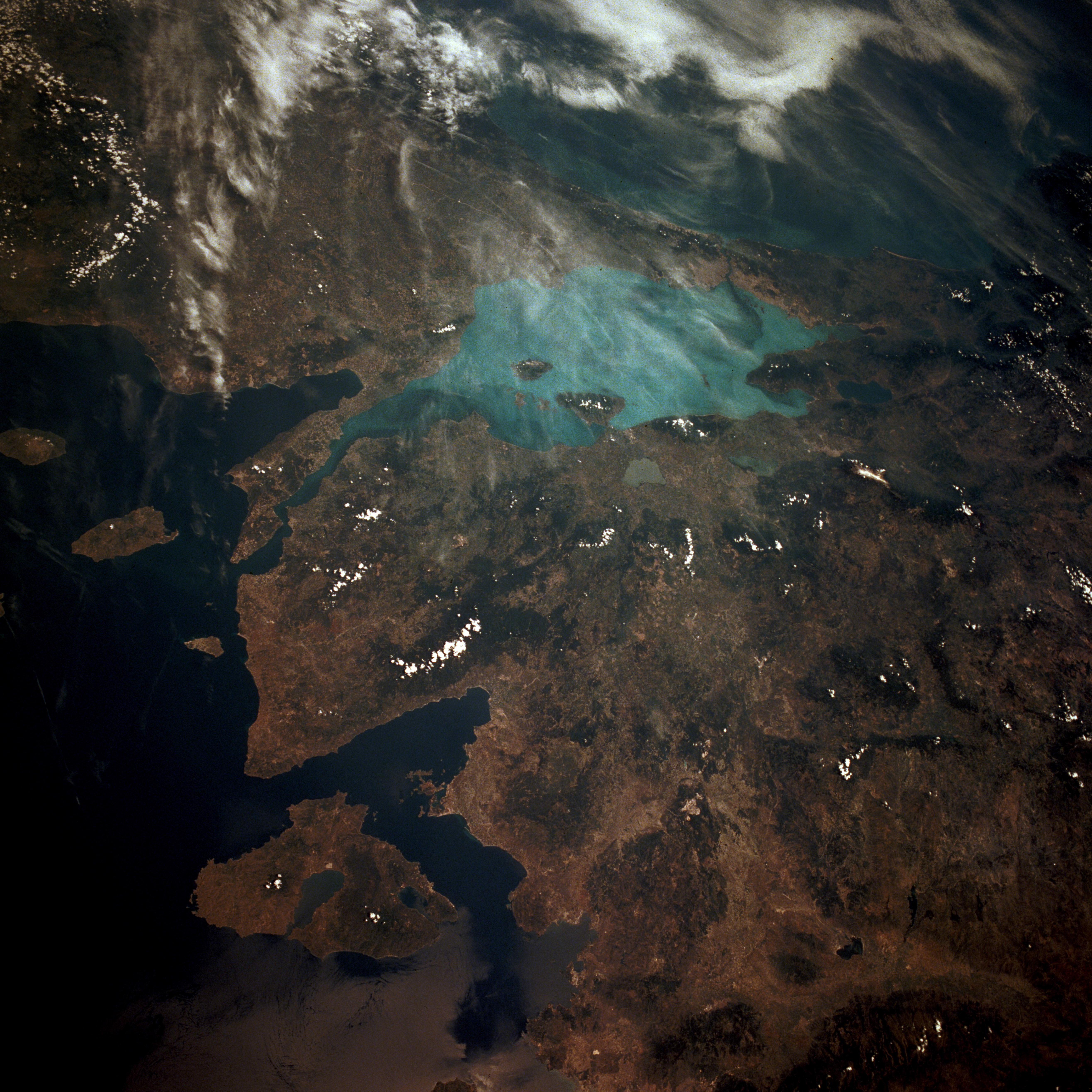
Satelitní pohled